# Поповка (муніципальне утворення «Єрцевське»)
Поповка (рос. Поповка) — присілок в Коноському районі Архангельської області Російської Федерації.
Населення становить 9 осіб. Входить до складу муніципального утворення Єрцевське сільське поселення.

## Історія
Від 2004 року входить до складу муніципального утворення Єрцевське сільське поселення.

## Населення
| 2002 | 2010 | 2012 |
| ---- | ---- | ---- |
| 7    | ↗9   | →9   |